# Thulite
La thulite è una varietà di zoisite.

## Storia
Fino al 1967, anno in cui fu scoperta la tanzanite, questa specie fu ritenuta l'unica varietà di zoisite.
Il nome deriva da Thule, nome antico della contea di Telemark in Norvegia.

## Abito cristallino
In granuli o in sottili cristalli spesso opachi.

## Origine e giacitura
In taluni casi questo minerale è presente entro altri minerali biancastri o incolori tipo quarzo e feldspati conferendo loro una colorazione rosacea.

## Forma in cui si presenta in natura
In ammassi granulari o in aggregati simil-feltro di cristalli aciculari.

## Caratteristiche chimico fisiche
- Fluorescenza ai raggi ultravioletti: arancione.[1]
- Indici di rifrazione: 1,69-1,70[2]
- Doppia rifrazione: 0,009[2]

La colorazione del minerale non è stabile sopra i 500 °C.

## Tipi di intaglio adatti per il minerale
A cabochon. In piccole sculture e medaglioni. Per orecchini, spille e pendenti.

Tuttavia si preferisce utilizzare i campioni cristallizzati insieme a silice cristallina atti ad essere trattati a polimento più facilmente dei campioni massivi in quanto più duri e tenaci dei secondi.